# الهند في الحرب العالمية الثانية

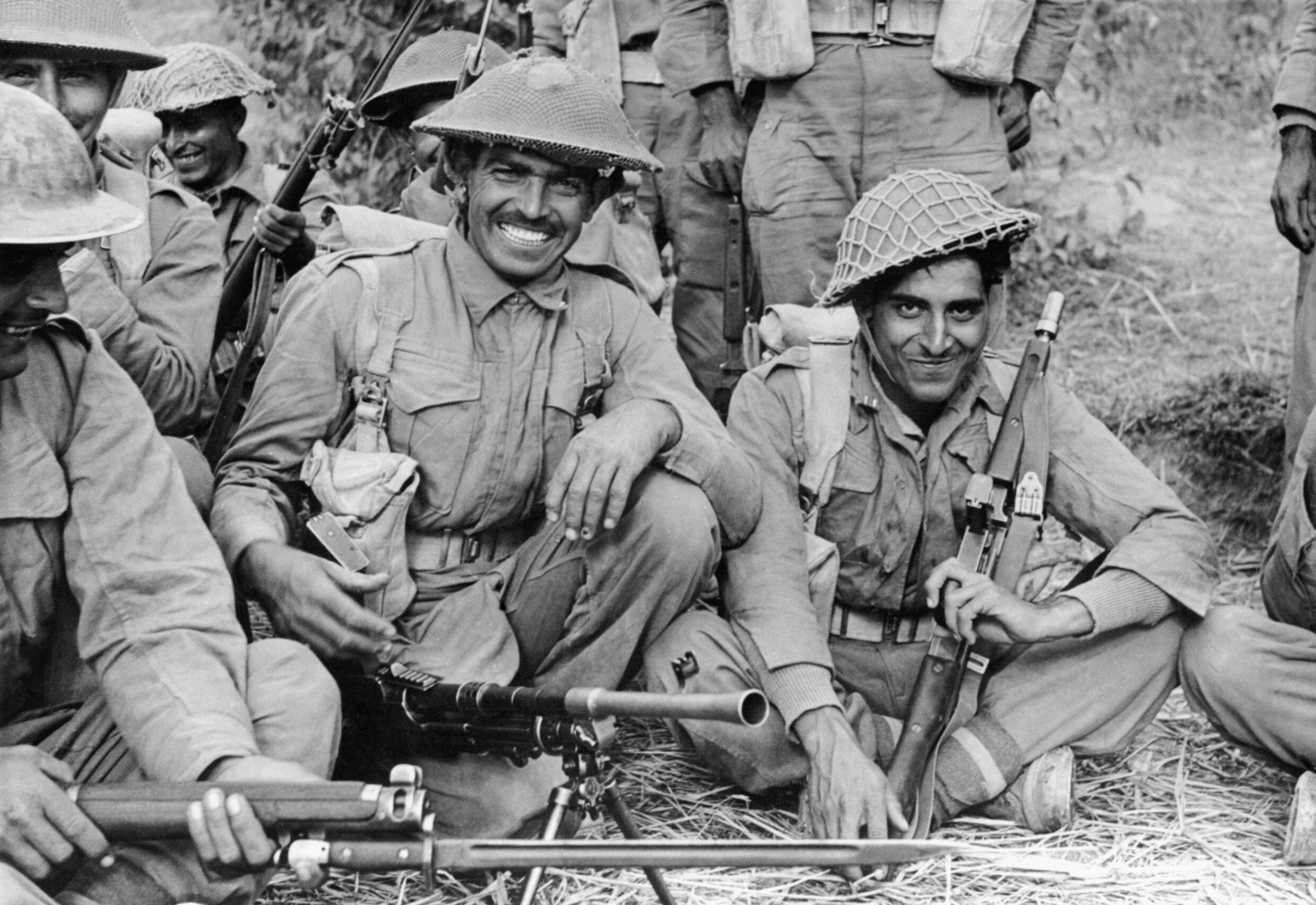

خلال الحرب العالمية الثانية (بدأت عام 1939 – وانتهت عام 1945)، كانت الهند تحت حكم المملكة المتحدة، ومع سيطرة البريطانيين على أراض في الهند من بينها أكثر من خمسمئة ولاية أميرية مستقلة، أعلنت الهند البريطانية الحرب على ألمانيا النازية رسميًا في سبتمبر من عام 1939. أرسل الراج البريطاني بصفته جزءًا من قوى الحلفاء أكثر من مليوني جندي ونصف المليون للقتال تحت إمرة البريطانيين ضد دول المحور. استدانت الحكومة البريطانية مليارات من الأموال لدعم تمويل الحرب. أمنت الهند أيضًا قاعدة للعمليات الأميركية في دعم الصين في مسرح عمليات الصين وبورما والهند.
قاتل الهنديون ببسالة حول العالم، بما يتضمن مسرح الحرب الأوروبي ضد ألمانيا، حملة شمال أفريقيا ضد ألمانيا وإيطاليا، وفي منطقة جنوب آسيا للدفاع عن الهند أمام اليابانيين وقتالهم في بورما. ساعد الهنديون أيضًا في تحرير مستعمرات بريطانية مثل سنغافورة وهونغ كونغ بعد استسلام اليابانيين في أغسطس من عام 1945. مات أكثر من 87.000 جندي هندي في الحرب العالمية الثانية (مشتملين مواطني باكستان ونيبال وبنغلادش الحالية). أكد القائد الأعلى السير كلود أوكنلك، رئيس أركان الجيش الهندي لعام 1942 أنه «لم يكن ممكنًا لبريطانيا الصمود خلال الحربين العالميتين دون دعم الجيش الهندي».
دعمت رابطة مسلمي عموم الهند المجهود الحربي البريطاني، فوصلت نسبة الجنود المسلمين إلى نحو 40% من تعداد الجيش الهندي البريطاني خلال الحرب. أما أكبر الأحزاب الموجودة في الهند وأكثرها نفوذًا سياسيًا هو المؤتمر الوطني الهندي الذي طالب بالاستقلال شرطًا قبل أن يساعد بريطانيا. رفضت لندن طلبه، وعندما أعلن المؤتمر حملة «غادروا الهند» في أغسطس من عام 1942، اعتُقل عشرات الآلاف من قادته وسُجنوا لدى البريطانيين حتى انقضاء الأمر. في هذه الأثناء، شكلت اليابان جيشًا من أسرى الحرب بقيادة القائد الهندي سوبهاش شاندرا بوز، عُرف بالجيش الهندي الوطني، وقاتل هذا الجيش ضد البريطانيين. أدت مجاعة كبرى في البنغال عام 1943 إلى ملايين حالات الموت جوعًا، وأثار قرار تشرشل بعدم تزويدهم بالإغاثة الغذائية الطارئة مسألة جدلية حادة.
بقيت مشاركة الهند في حملة الحلفاء قوية. إذ شكل الدعم المالي والصناعي العسكري الهندي مكونًا حاسمًا في الحملة البريطانية ضد ألمانيا النازية واليابان الإمبراطورية. لعب موقع الهند الاستراتيجي على حافة المحيط الهندي وإنتاجها الضخم للسلاح الحربي وعدد قواتها المسلحة الهائل دورًا كاسحًا في كف تقدم اليابان الإمبراطورية على مسرح عمليات جنوب شرق آسيا. كان الجيش الهندي خلال الحرب العالمية الثانية أحد أضخم فرق قوات الحلفاء التي شاركت في حملة شمال وشرق أفريقيا وحملة الصحراء الغربية. في ذروة الحرب العالمية الثانية، كان أكثر من مليونين ونصف المليون من الجنود الهنديين يحاربون قوات المحور حول العالم. بعد نهاية الحرب، بزغت الهند بصفتها رابع أضخم قوة صناعية في العالم، وفتح نفوذها السياسي والاقتصادي والعسكري المتزايد الطريق أمام استقلالها عن المملكة المتحدة عام 1947.

## حركة اخرجوا من الهند

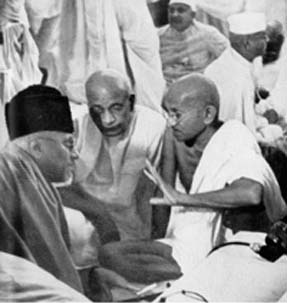
غاندهي ومولانا عزاد والسردار باتيل في مؤتمر اللجنة التنفيذية لمؤتمر القوميين الهنود في بومباي عام 1940 خلال حركة "اخرجوا من الهند"

شجب مؤتمر الهند الوطني -بقيادة موهانداس كرمشاند غاندي (مهاتما غاندي) وسردار فلاباي جوهافرباي باتل وأبو الكلام آزاد- ألمانيا النازية، لكنه رفض محاربتها أو محاربة أي دولة أخرى حتى استقلال الهند. أطلق المجلس حركة اخرجوا من الهند في أغسطس من عام 1942، رافضًا التعاون مع الحكومة بأي شكل حتى ضمان الاستقلال. لم تكن الحكومة جاهزة لهذه الحركة. واعتقلت على الفور أكثر من 60.000 قائد وطني ومحلي للمؤتمر، ثم توجهت إلى قمع ردود الفعل العنيفة الصادرة عن داعمي المؤتمر. أُبقي على القادة الرئيسين في السجن حتى يونيو من عام 1945، إلا غاندي الذي أطلق سراحه عام 1944 نظرًا لحالته الصحية. لعب المؤتمر دورًا صغيرًا في الجبهة المحلية بسبب انطوائية قادته. رفضت رابطة مسلمي عموم الهند حركة اخرجوا من الهند وعملت بقرب مع سلطات الراج.
جادل داعمو الراج البريطاني بحجة أن إنهاء الاستعمار مستحيل في خضم الحرب الكبيرة. لذا، عام 1939، أعلن الوالي البريطاني، اللورد لينليثغو دخول الهند في الحرب دون استشارة قادة المؤتمر الهندي الوجهاء الذين انتُخبوا مؤخرًا في الانتخابات السابقة.
كان سوبهاس شاندرا بوز (يدعى نيتاجي أيضًا) رئيسًا أعلى للمؤتمر. استقال من منصبه وحاول تشكيل تحالف عسكري مع ألمانيا أو اليابان لتحصيل الاستقلال. شكّل بوز -بمساعدة ألمانيا- الفيلق الهندي من طلاب هنديين كانوا أسرى حرب في مناطق أوروبية وهندية تحت حكم دول المحور. ومع انتكاسات الألمان في عامي 1942 و 1943، نُقل بوز وضباط الفيلق إلى أراض يابانية على متن يو بوت لاستئناف خططه. تلو وصوله، ساعدته اليابان في تشكيل الجيش الهندي الوطني (آي إن إيه) الذي قاتل تحت توجيهات يابانية، وكان معظم قتاله في حملة بورما. توجه بوز أيضًا إلى عارضي حكومة آزاد هند، وهي حكومة في المنفى تمركزت في سنغافورة. لم تسيطر على أي أراض هندية واستخدمت لتقديم الجنود إلى اليابان فقط.

## الجيش الهندي البريطاني
وصل عديد الجيش الهندي البريطاني إلى 205.000 رجل عام 1939. قام الجيش على استقطاب المتطوعين، فشكّل -بحلول عام 1945- أكبر قوة تطوعية في التاريخ تجاوزت المليوني رجل ونصف المليون. تضمنت هذه القوى دبابات ومدفعية وقوات مجوقلة. كسب الجيش الوطني الهندي 17 صليبًا فيكتوريًا خلال الحرب العالمية الثانية.

### مسرح العمليات الشرق أوسطي والأفريقي
أرسلت الحكومة البريطانية في هذه الأثناء قوات هندية لتحارب دول المحور في غرب آسيا وشمال أفريقيا. سارعت الهند أيضًا إلى إنتاج بضائع أساسية مثل الأطعمة والألبسة. قدمت الهند قبل استقلالها أكبر قوة تطوعية قدمتها أي دولة في الحرب العالمية الثانية (2.5 مليون رجل).
شارك كل من القسم الرابع والخامس والعاشر الهندي في مسرح عمليات شمال أفريقيا ضد فيلق رومل الأفريقي. بالإضافة إلى محاربة اللواء الثامن الهندي في العلمين. قبل ذلك، شارك القسم الرابع والخامس في حملة شرق أفريقيا ضد الإيطاليين في صوماليلاند، إريتريا وإثيوبيا، واحتلا حصن كيرين الجبلي.
في معركة بئر حكيم، لعب المدفعيون الهنود دورًا كبيرًا عبر استخدام الأسلحة الثقيلة ضد الدبابات وتدمير دبابات فرق رومل المدرعة. كان العقيد بّي بّي كومارامانغالام القائد العام لـ41 فوجٍ ميداني من قوات المدفعية التي نُشرت للتصدي للدبابات. وقد كوفئ بوسام الخدمة المتميزة لعمله الشجاع. وتسلم لاحقًا منصب رئيس أركان الجيش في الهند المستقلة عام 1967.

### مسرح عمليات جنوب شرق آسيا
كان الجيش الهندي البريطاني الوجه القتالي الرئيس للإمبراطورية البريطانية في حملة بورما. استهدفت أول مهمة هجوم لسلاح الجو الهندي الملكي الجنودَ اليابانيين المتمركزين في بورما. وكان الجيش الهندي البريطاني مفتاح فك حصار إمفال عندما أُوقف تقدم اليابان الإمبراطورية ناحية الغرب.
تضمنت التشكيلة الكتيبة الهندية الثالثة والرابعة والثالثة والثلاثين بمشاركة الجيش الرابع عشر. كجزء من مفهوم الاختراق طويل المدى الجديد (إل آر بّي)، دُربت قوات جوركا من الجيش الهندي في المقاطعة المسمّاة حاليًا ماديا براديش تحت قيادة الكريشناسامي في ذلك الوقت (الذي أصبح قائدًا عامًا لاحقًا) أورد تشارلز وينغيت.
تشتهر هذه القوات بين الناس باسم الشينيدتز، ولعبت دورًا حاسمًا في كف تقدم القوات اليابانية ناحية جنوب آسيا.